# ألبرت سكانلون
ألبرت جوزيف سكانلون (10 أكتوبر 1935 - 22 ديسمبر 2009) لاعب كرة قدم إنجليزي لعب في مركز الجناح الأيسر. بدأ مسيرته مع مانشستر يونايتد وكان أحد " فتيات بوسبي " الذين نجوا من كارثة ميونيخ الجوية عام 1958. وعلى الرغم من تعرضه لإصابات بالغة، إلا أنه تعافى واستمر في لعب كرة القدم في الدوري لصالح نيوكاسل يونايتد ولينكولن سيتي ومانسفيلد تاون. ثم واصل لعب كرة القدم خارج الدوري حتى اعتزاله.

## بداية حياته

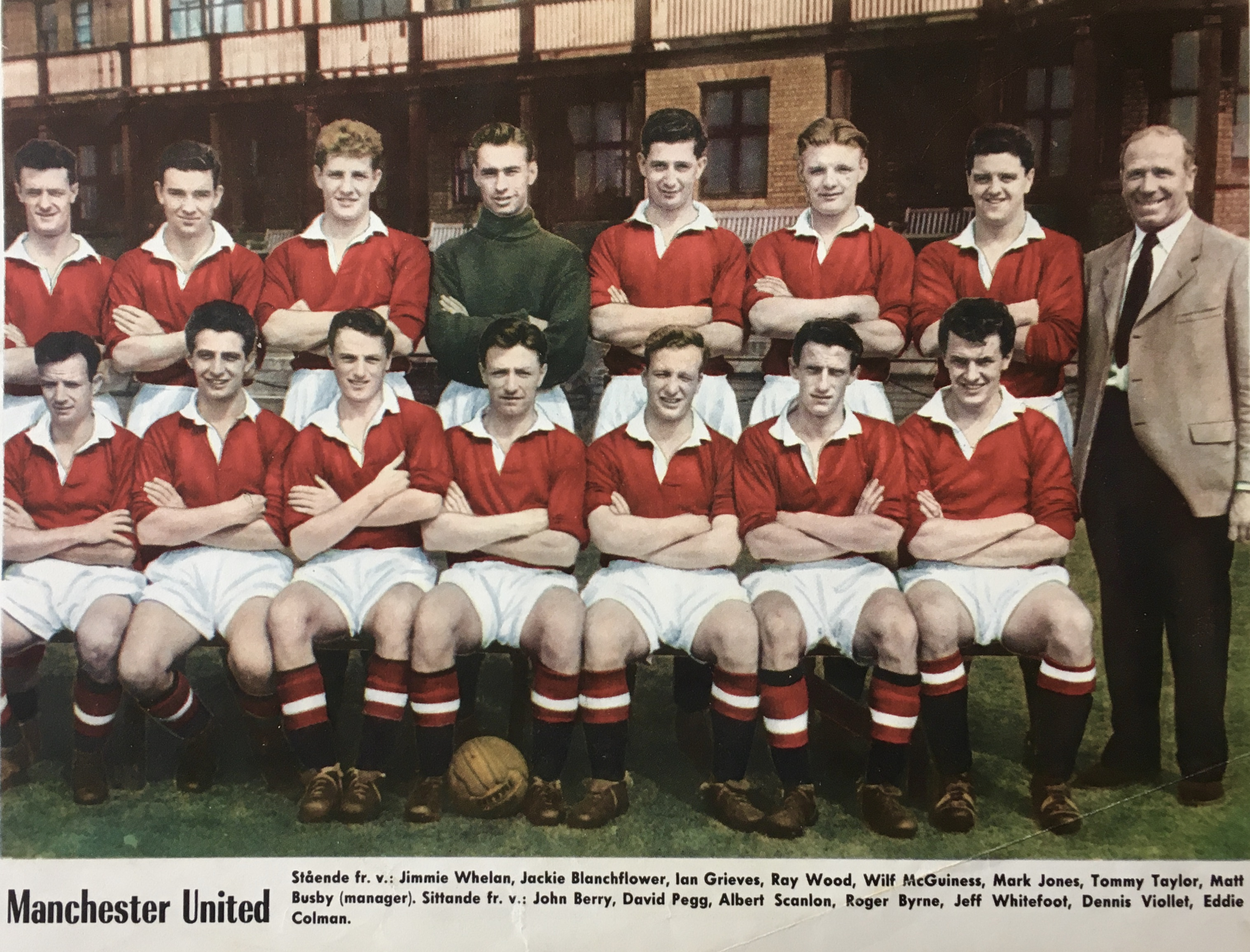
ألبرت (الصف الأمامي، الثالث من اليسار) في صورة لفريق مانشستر يونايتد في عام 1957.

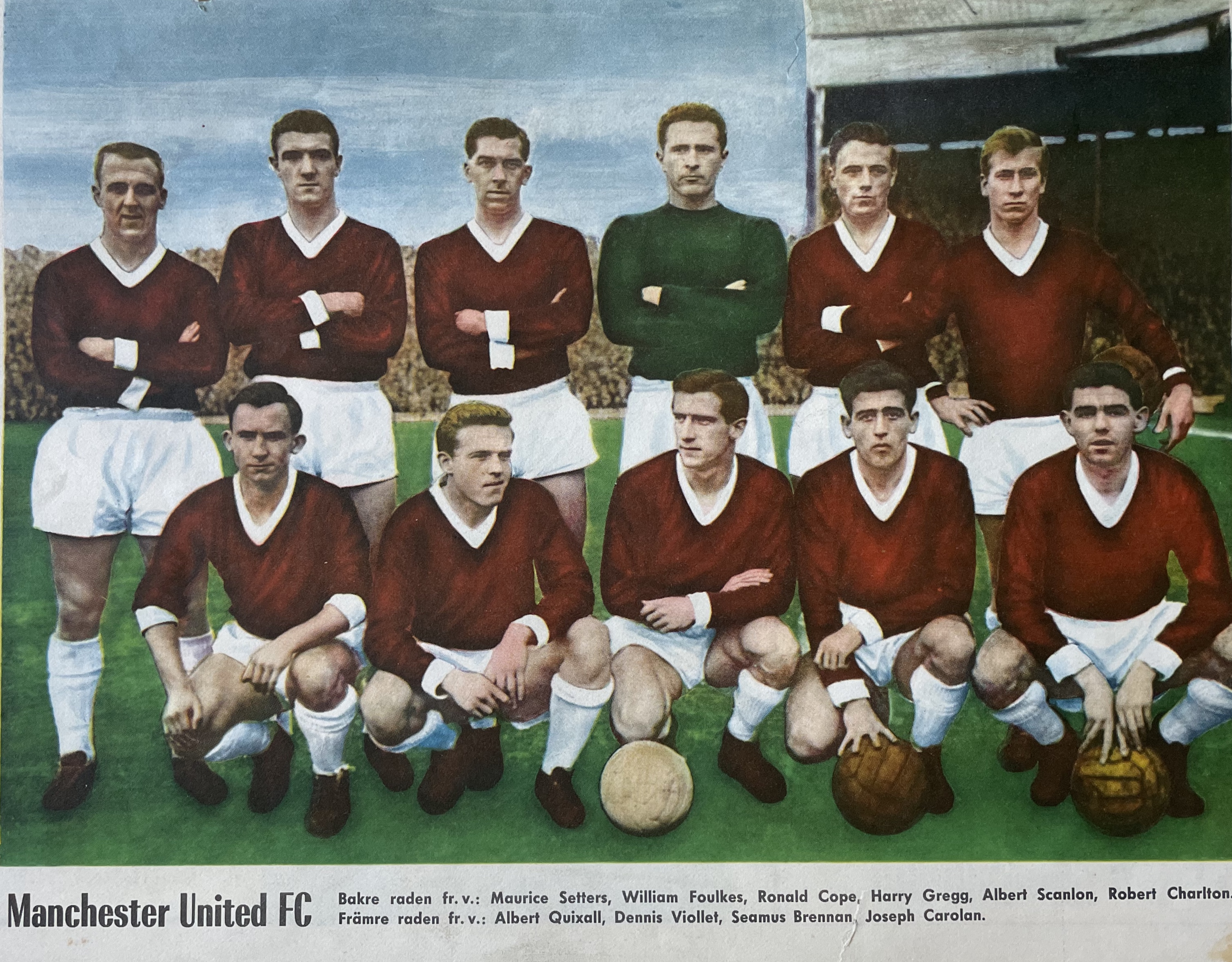
ألبرت - الصف الأمامي، الثاني من اليمين - صورة للفريق في عام 1960.

وُلِد ألبرت في هولم، مانشستر، وكان ابن شقيق الجناح السابق لمانشستر يونايتد تشارلي ميتن. التحق بمدرسة سانت ويلفريد في هولم. تم ملاحظة موهبته في كرة القدم في وقت مبكر، وتم اختياره للعب في فريق مانشستر بويز. انضم إلى طاقم العمل في نادي مانشستر يونايتد في عام 1950، قبل أن يوقع عقدًا احترافيًا في ديسمبر 1952.

## مانشستر يونايتد
شق ألبرت طريقه عبر نظام الشباب في مانشستر يونايتد، وفاز بكأس الاتحاد الإنجليزي للشباب مرتين في عامي 1953 و1954 قبل أن يشارك لأول مرة مع الفريق الأول ضد آرسنال في 20 نوفمبر 1954. شارك ألبرت في الفوز بلقب الدوري مرتين، في عامي 1956 و1957 - لكنه فشل في الظهور بشكل كافٍ لكسب ميدالية الفائزين في كلتا المناسبتين، وكان ديفيد بيج هو الجناح الأيسر المنتظم لمانشستر يونايتد خلال هذا الوقت. كان ألبرت يُستخدم أحيانًا كجناح أيمن، وهو المركز المعتاد لجوني بيري.
في 5 فبراير 1958، بدأ ألبرت في الجناح الأيسر في مباراة إياب ربع نهائي كأس أوروبا التي خاضها مانشستر يونايتد خارج أرضه أمام ريد ستار بلغراد ؛ وبالنسبة لخمسة من اللاعبين الذين بدأوا المباراة، كانت هذه آخر مباراة لهم مع النادي. وفي اليوم التالي، أثناء رحلة العودة إلى مانشستر، تحطمت طائرة الفريق أثناء محاولتها الإقلاع من مطار ميونيخ، في الحادث الذي أصبح يُعرف فيما بعد باسم كارثة ميونيخ الجوية. وأسفر الحادث عن مقتل 23 من أصل 44 من ركاب وطاقم الطائرة، كما أصيب ألبرت بكسر في الجمجمة وكسر في الساق وتلف في الكلى. ولم يلعب مرة أخرى في ذلك الموسم.
لقد تعافى تمامًا وعاد إلى اللعب في بداية الموسم التالي، واستمر في الظهور في كل مباراة في ذلك الموسم، وسجل 16 هدفًا في هذه العملية.

## مسيرته المهنية اللاحقة
تم بيع ألبرت إلى نيوكاسل يونايتد مقابل 18000 جنيه إسترليني في نوفمبر 1960، لكن وقته في تاينسايد لم يكن ناجحًا ثم هبط إلى مستوى أدنى للعب لصالح لينكولن سيتي في فبراير 1962. ثم انتقل مرة أخرى بعد عام واحد فقط، وانضم إلى نادي مانسفيلد تاون في أبريل 1963، في الوقت المناسب للمشاركة في احتفالات النادي بالترقية إلى الدرجة الثالثة. بعد عامين، فشل مانسفيلد بصعوبة في الصعود إلى الدرجة الثانية، حيث احتل المركز الثالث في الدرجة الثالثة، لكنه تراجع إلى المركز التاسع عشر في الموسم التالي وخرج ألبرت من الدوري. انضم إلى نادي بيلبر تاون في عام 1966، وتقاعد بعد ذلك بفترة وجيزة.

## السنوات اللاحقة
بعد تقاعده، عاد ألبرت إلى منطقة مانشستر وعمل في سلسلة من الوظائف خارج كرة القدم، بما في ذلك العمل كحارس أمن في مصنع كولجيت-بالموليف بالقرب من أولد ترافورد، والعمل كعامل ميناء في سالفورد.
في عام 2006، اشتكى ألبرت من عدة "عدم دقة" في حلقة من برنامج النجاة من الكوارث التي ركزت على كارثة ميونيخ الجوية، على الرغم من استشارته من قبل شركة الإنتاج.
في 13 مايو 2007، قدم ألبرت كأس الدوري الإنجليزي الممتاز إلى مانشستر يونايتد برفقة زميله السابق بيل فولكس.
حضر المباراة النهائية المنتصرة لدوري أبطال أوروبا التي أقيمت في مايو 2008 في موسكو، وتم نقله إلى المباراة في روسيا على متن طائرة خاصة استأجرها يونايتد، إلى جانب زملائه الناجين من ميونيخ بوبي تشارلتون وهاري جريج. حضر بيل فولكس، الناجي المتبقي الآخر، المباراة أيضًا.

## الوفاة
تم إدخال ألبرت إلى مستشفى سالفورد الملكي بسبب مشاكل في الكلى والالتهاب الرئوي في 21 أكتوبر 2009. بقي في العناية المركزة لأكثر من شهر، وتوفي في 22 ديسمبر 2009، عن عمر يناهز 74 عامًا. أقيمت جنازته في 13 يناير 2010، وحضر أكثر من 300 شخص الخدمة في كنيسة جميع الأرواح في ويستي، بما في ذلك الناجين من ميونيخ بوبي تشارلتون وهاري جريج وبيل فولكس، ولاعبي مانشستر يونايتد السابقين دينيس لو ونوبي ستايلز.

## روابط خارجية
- الملف الشخصي على StretfordEnd.co.uk
- ألبرت سكانلون في قاعدة بيانات ما بعد الحرب الإنجليزية والاسكتلندية لكرة القدم.